# Шернберг, Робин
Робин Джеймс Улоф Шернберг (швед. Robin James Olof Stjernberg; род. 22 февраля 1991 года в Хеслехольме, Швеция) — шведский певец, который представлял Швецию на конкурсе песни «Евровидение 2013», с песней «You».
Композиция стала победной после национального отборочного конкурса «Melodifestivalen 2013», что позволило Робину представить свою же страну на международном конкурсе песни «Евровидение 2013», который проходил в Мальмё, Швеция.

## Ранние годы
Робин пел уже в детском саду и любил развлекать своих друзей, переодеваясь в различные наряды. В детстве он любил слушать музыку «AC/DC», Стиви Уандера и «Backstreet Boys» и участвовал во множестве конкурсов юных талантов. Но несмотря на то, что сейчас он занимается только музыкой, вначале у него был другой выбор. В подростковом возрасте он был многообещающим борцом, но в итоге все-таки предпочел музыку.
Шернберг стал победителем шоу талантов «Sommarchansen» в Мальме в 2006 году. Музыке он учился в «Furuboda Folkhogskola». В 2007 году, когда он учился в 9 м классе, он принимает участие в кастингах в бойз-бенд, и становится одним из четырёх отобранных участников, из которых формируется «What’s Up!». Другими её участниками становятся Эрик Сааде, Людвиг Кейслер и Йохан Ингвессон. После ухода Эрика Сааде его заменяет Йоханнес Магнуссон. Группа выпустила один альбом, «In Pose», который достиг 40й позиции в шведском альбомном чарте. Две из синглов группы попали в официальный чарт синглов Sverigetopplistan — «Go Girl!», занявшая 5е место, и «If I Told You Once», поднявшаяся до 16го.

## Евровидение 2013
Песня «You» была написана Робином Шернбергом, Линнеей Деб, Джой Деб, Йоакимом Харестад Хаукаасом. На национальном отборе вместе с Робином выступили танцоры Марио Амиго Перес, Хуан Рамон Фуэнсалида, Алина Бьёрклунд и Анна Хольмстрём, а также штатная танцовщица Ева Кавенстранд и закулисные бэк-вокалисты Деа Норберг и Йохан Бодинг. Для Евровидения Жуан Ассункао заменил Алину, Еву и Марио, а два бэк-вокалиста также приняли участие в танцевальных движениях. Хореограф — Амбра Суцци.
Второй призёр Мелодифестивалена этого года Yohio объявил результаты шведского голосования во время финала конкурса.
У представителя Швеции Робина Шернберга перед Евровидением выдалась очень напряженная неделя. Он только что закончил студийную работу над своим альбомом, 7-го апреля он уже выступил в Экшё, а на следующий день посетил Канны во Франции. Вернувшись в Швецию, певец выпустил акустическую версию своей песни «You», которая немедленно забралась на 2е место в шведском чарте iTunes — основная версия песни же уже 4ю неделю возглавляет шведские чарты и сингл получил статус платинового.
На Евровидении-2013 Робин занял 14 место, набрав 62 балла.
Также, композиторы песни «You» получили премию Марселя Безансона в номинации «Лучший композитор».